# Franz-Josef Beier
Franz-Josef Beier (* 10. Februar 1888 in Hofaschenbach; † 17. September 1946 in Bad Orb) war ein deutscher römisch-katholischer Geistlicher und Märtyrer.

## Leben
Franz Josef Beier wuchs als Sohn eines Landwirts auf dem Hof Meindroth in Hofaschenbach nordöstlich von Fulda auf. 1913 wurde er in Fulda zum Priester geweiht. Die Stationen seines Wirkens waren: Kaplan in Hilders (1918), Kaplan in Bad Orb (1918), Diözesan-Caritassekretär in Fulda (1926), Pfarrer in Borsch (1935).
In Fulda hatte er zusammen mit Viktor Thielemann (1876–1944) neun Jahre als Direktor der Caritas segensreich gewirkt. Im April 1936 wurde ihm daraus ein Devisenvergehen vorgeworfen. Er war bis Dezember 1936 in Untersuchungshaft in Eisenach und wurde am 7. Mai 1937 in Revision zu anderthalb Jahren Strafhaft und einer Geldstrafe verurteilt. Deshalb saß er von August 1937 bis April 1938 ein zweites Mal in Eisenach ein. Ein daraus folgendes Herzleiden verwehrte ihm die Rückkehr in den Pfarrdienst, zwang ihn ab Winter 1944 zur Kur nach Bad Orb und führte im Herbst 1946 im Alter von 58 Jahren zum Tod.

## Gedenken
Die deutsche Römisch-katholische Kirche hat Franz-Josef Beier als Märtyrer aus der Zeit des Nationalsozialismus in das deutsche Martyrologium des 20. Jahrhunderts aufgenommen.